# Evan
Evan és una població dels Estats Units a l'estat de Minnesota. Segons el cens del 2000 tenia 91 habitants.

## Demografia
Segons el cens del 2000, Evan tenia 91 habitants, 37 habitatges, i 22 famílies. La densitat de població era de 35,1 habitants per km².
Dels 37 habitatges en un 32,4% hi vivien nens de menys de 18 anys, en un 43,2% hi vivien parelles casades, en un 5,4% dones solteres, i en un 40,5% no eren unitats familiars. En el 32,4% dels habitatges hi vivien persones soles el 24,3% de les quals corresponia a persones de 65 anys o més que vivien soles. El nombre mitjà de persones vivint en cada habitatge era de 2,46 i el nombre mitjà de persones que vivien en cada família era de 3,14.
Per edats la població es repartia de la següent manera: un 29,7% tenia menys de 18 anys, un 5,5% entre 18 i 24, un 35,2% entre 25 i 44, un 11% de 45 a 60 i un 18,7% 65 anys o més.
L'edat mediana era de 32 anys. Per cada 100 dones de 18 o més anys hi havia 82,9 homes.
La renda mediana per habitatge era de 45.000 $ i la renda mediana per família de 51.250 $. Els homes tenien una renda mediana de 29.688 $ mentre que les dones 22.500 $. La renda per capita de la població era de 13.670 $. Cap de les famílies i el 4,5% de la població estaven per davall del llindar de pobresa.

## Poblacions més properes
El següent diagrama mostra les poblacions més properes.